# Kvols Sogn
Kvols Sogn er et sogn i Viborg Domprovsti (Viborg Stift).
I 1800-tallet var Kvols Sogn og Nørre Borris Sogn annekser til Tårup Sogn. Alle 3 sogne hørte til Fjends Herred i Viborg Amt. Tårup-Kvols-Nørre Borris Sognekommune blev ved kommunalreformen i 1970 delt, så Nørre Borris kom til Fjends Kommune og de to andre til Viborg Kommune. Ved strukturreformen i 2007 indgik Fjends Kommune i Viborg Kommune, så de 3 sogne blev genforenet.
I Kvols Sogn ligger Kvols Kirke.
I sognet findes følgende autoriserede stednavne:
- Hedegårde (bebyggelse)
- Kvols (bebyggelse, ejerlav)
- Kvols Hage (areal)